# Бальзам (напиток)

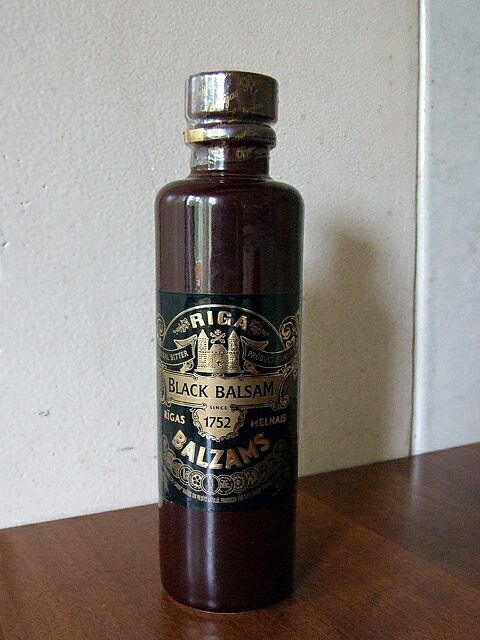
Рижский чёрный бальзам

Бальзам — крепкая спиртовая настойка различных целебных трав.

## Этимология
В русский язык слово «бальзам» пришло из немецкого нем. Balsam, которое заимствовано из латинского лат. balsamum, в латынь же оно попало из греческого греч. βάλσαμον, а в греческий — из семитского источника.

## Описание
Является крепким алкогольным напитком (40-45 % об. спирта), обладающим своеобразным «бальзамическим» ароматом, состоящим из ароматов множества трав, семян и ароматических масел. Изготавливается путём настаивания водно-спиртового раствора на различных ингредиентах, чаще всего это травы и коренья, но также могут быть и животные компоненты (такие как мёд, олений рог). В рецептах некоторых бальзамов насчитывается до 40 компонентов и все они обычно держатся в секрете. Это обуславливает небольшой ассортимент и низкие объёмы производства данного напитка.

## История
Существует предположение, согласно которому предком бальзамов был языческий напиток «сурия», изготовлявшийся ведьмами и волхвами из целебных трав. Однако эта версия не может быть достоверной, поскольку спиртовые напитки высокой концентрации появились на Руси гораздо позднее — в XV веке.
Собственно же, история бальзамов в России началась в середине XVIII века, когда рижский аптекарь Абрахам Кунце приготовил «чудо-бальзам», основываясь на старинных рецептах травяных настоек. Он назвал его «Кунце» и в 1752 году преподнёс императрице Екатерине II, которая оценила напиток и разрешила аптекарю изготавливать его в промышленных масштабах. Рижский чёрный бальзам ведёт свою историю именно от этого напитка, хотя рецептура и место производства изменились — нынешний рецепт появился с 1847 года силами рижского промышленника Альберта Вольфшмидта, а завод «Latvijas Balzams» был построен в 1900 году.
В 1939 году, когда в Латвии начался массовый исход немецкого населения, семья Шрадеров, десятилетиями хранившая рецепт бальзама, также выехала в Германию. Это стало причиной полной остановки производства бальзама в Риге. Попытки советских технологов восстановить рецепт бальзама обращались, в том числе, и к народным рецептам, что стало началом промышленного производства многих известных ныне марок бальзамов. В 1950 году секрет приготовления бальзама был восстановлен.
После распада Советского Союза на постсоветском рынке появилось большое количество разных настоек, именуемых бальзамами. При этом в них зачастую не соблюдается рецептура заявленного бальзама (или такая рецептура отсутствует в принципе), что отрицательно сказывается на качестве продукции.